# Sodus (villa)
Sodus es una villa ubicada en el condado de Wayne en el estado estadounidense de Nueva York. En el año 2000 tenía una población de 1,735 habitantes y una densidad poblacional de 720 personas por km².

## Geografía
Sodus se encuentra ubicada en las coordenadas 43°14′16″N 76°03′43″O / 43.23778, -76.06194.

## Demografía
Según la Oficina del Censo en 2000 los ingresos medios por hogar en la localidad eran de $33,603, y los ingresos medios por familia eran $39,911. Los hombres tenían unos ingresos medios de $31,875 frente a los $23,315 para las mujeres. La renta per cápita para la localidad era de $15,199. Alrededor del 15.9% de la población estaban por debajo del umbral de pobreza.